# エアー・ツェルマット
エアー・ツェルマット（Air Zermatt AG）は、スイスのツェルマットに本拠を置く民間航空会社兼飛行訓練学校。ヴァレー州ラーロンにあるシオン空港に事務所を構え、ガンペル=ブラチ、ラーロン、ツェルマットの3か所にヘリポートを抱える。2021年3月時点での従業員数は75名である。消防や救急、山岳救助組織、市民安全保障組織などと連携しながら活動を行っている。

## 設立の経緯

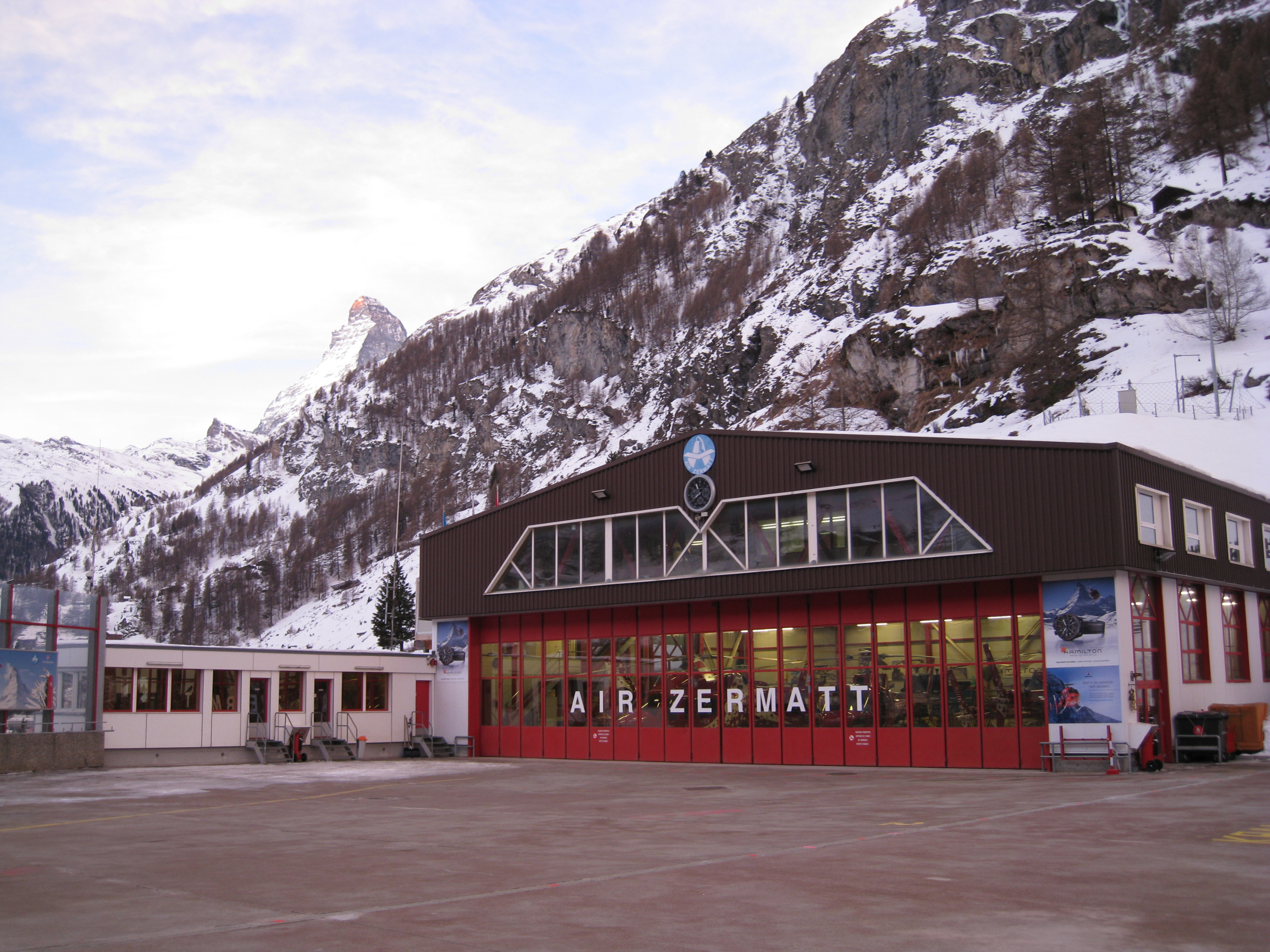
ツェルマット本社。左奥にマッターホルンが見える

19世紀初頭、ツェルマットはまだ小さな山岳農村地帯であった。1850年頃からイギリス人観光客が訪れており、この地をリゾートとして開拓することで村に大きな収入を齎している。1891年にマッターホルン・ゴッタルド鉄道が開通するが、開通当初は夏期のみの運行な上、運行列車や線路、電力の供給施設が幾度となく雪崩被害に遭っており、道路整備も進んでいなかったため観光客が取り残されるなど孤立化が頻繁に発生していた。また、度重なる雪崩事故の救助活動は徒歩で入山し、1～2日後に毛布に包まれた遺体をラバの背中に乗せ下山しており、仮に一命を取り留めても急斜面な山岳地帯であるため医療施設に行くことは簡単でなく、唯一運行されていた一機のヘリで天候回復後の収容を待つか、列車に乗せて下山するしか手段が無く早急な事故対応は長年の課題であった。1968年、現会長であるビート・ペレン（BEAT H.PERREN）が2基のヘリコプターとヘリポートのための用地買収を決意し、エアー・ツェルマットが設立された。
1970年には救助用ウインチを備えたヘリが初導入されており、ツィナルロートホルンの救助活動に初めて使用された。1971年にはアイガー北壁での救助活動も成功させている。

## 歴史
1968年、ビート・H・ペレンによってツェルマットに設立された。
1973年、エアー・ツェルマットは医療機器を搭載したヘリコプターでの山岳救助活動として常勤の医師と麻酔科医を雇用したスイス国内初となる民間の救助企業となる。
2020年3月、エアー・ツェルマットはスイスの民間山岳救助業界第二位となるエア=グラシエ（Air-Glaciers）との合併を発表した。これまでの運行形態は変わらず、両者合同の新CEOゲホルト・ビーナー（GEROLD BINER）が就任した。

## 事業内容

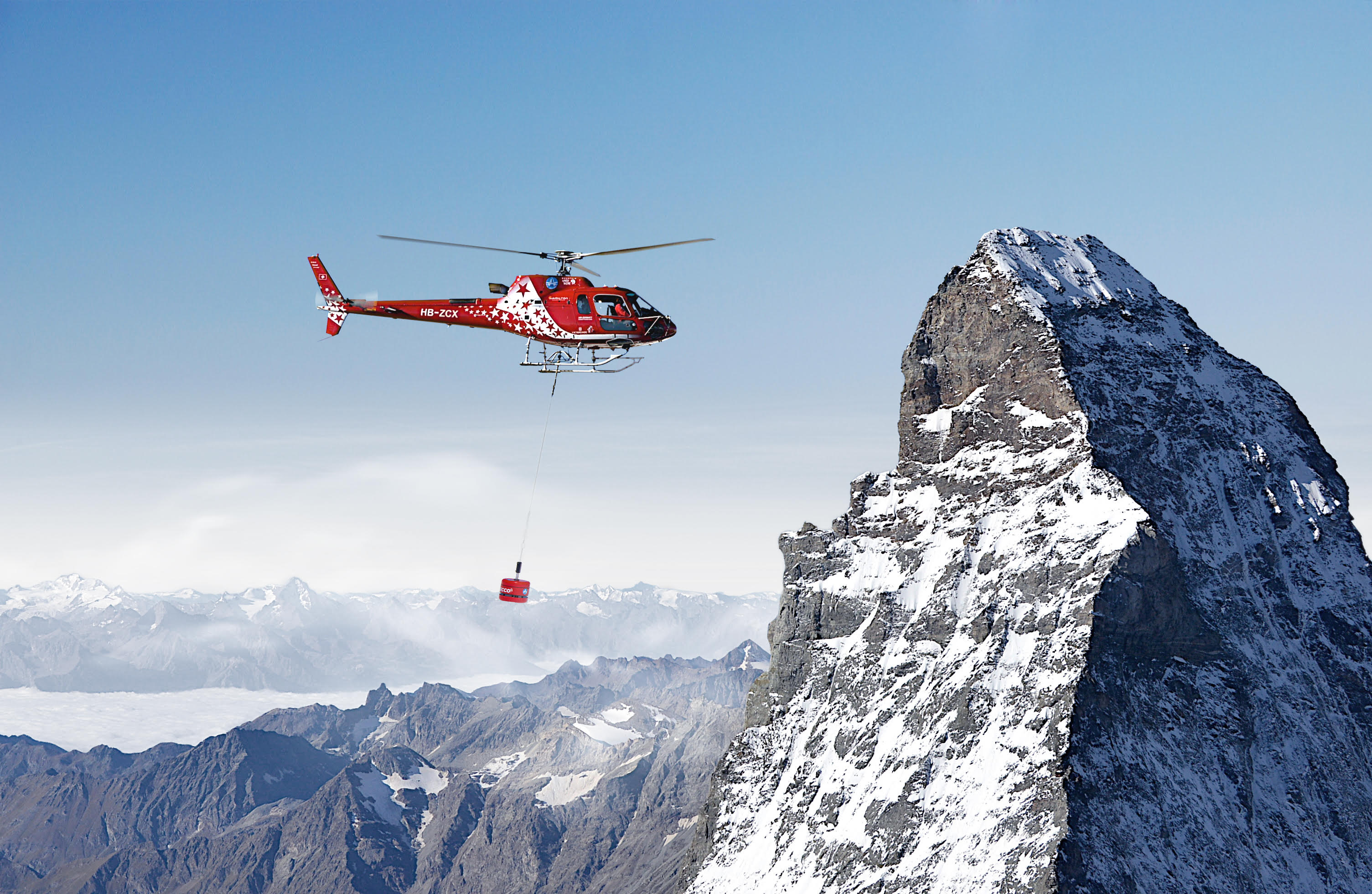
雪崩救助探知ビーコンRECCO受信機を吊るし、マッターホルン山頂脇を飛行中のAS 350

遊覧飛行
ヘリスキーやマッターホルンに点在するスキー場の頂上までの輸送などを行う。
救助活動
山岳救助活動のほか、急病人の緊急搬送サービスなども行う。
空輸事業
エアタクシー、人員物資輸送用途のチャーター便としての運行を行い、雪崩や崖崩れなど自然災害が発生した際の孤立したリゾート地への緊急支援物資輸送任務なども受け持つ。
訓練飛行
トレーニングセンターではヘリコプターの操縦免許取得のほか、山岳救助隊員の養成も行う。

## 保有機材

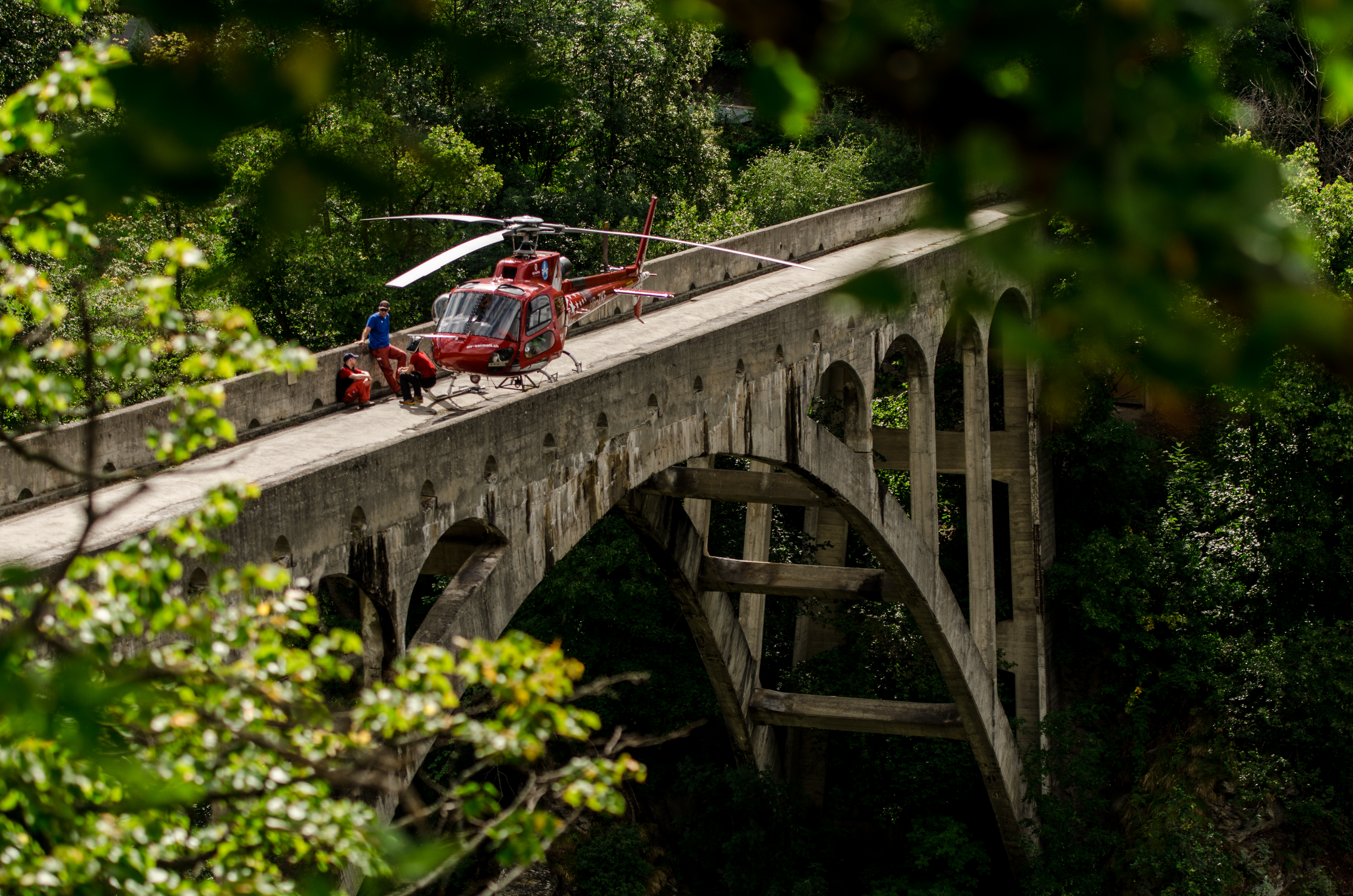
AS 350を橋の上に停め休憩中の隊員

2020年3月時点での保有機材の合計は11機となる。
| 機体名                     | 保有数 | 用途                              |
| Eurocopter AS 350 Ecureuil | 5      | 遊覧飛行 / タクシー / 輸送 / 救助 |
| SA 315B ラマ               | 1      | 遊覧飛行 / タクシー / 輸送 / 救助 |
| Eurocopter EC 135 T3       | 1      | タクシー / 救助                   |
| Eurocopter EC 130 T2       | 1      | 遊覧飛行 / 救助                   |
| ベル 429                   | 2      | タクシー / 救助                   |
| Kopter SH09                | 1      | 遊覧飛行 / 救助                   |